# Petrafilmen
Petrafilmen er en dokumentarisk optagelse fra 1924 af ukendt instruktør.

## Handling
Første tekst:
Staden Petra ligger omtrent midt i mellem Det døde Hav og Akaba. Dens templer og grave, af hvilke de ældste stemmer fra omkring det 5. århundrede f.Kr., er så godt som alle hugget ud af sandstensklipperne.
Fra omkring det 4. århundrede e.Kr. sank Petra i forglemmelse og lå ukendt og uddød i omtrent 1500 år indtil det 19. århundrede da den schweiziske forsker Burckhardt genfandt den.
Om ekspeditionen og genfundet af araberbyen Petra.